# Nikolaus-Kopernikus-Universität Toruń
Die Nikolaus-Kopernikus-Universität Toruń (polnisch Uniwersytet Mikołaja Kopernika w Toruniu, UMK; lateinisch: Universitas Nicolai Copernici) ist eine staatliche Universität in Toruń, Polen.

## Geschichte

### Die Anfänge des Hochschulwesens in Toruń
Die erste Hochschuleinrichtung in Torun, das Akademische Gymnasium Toruń, wurde 1568 in der Piekary-Straße gegründet. Es war eine der ersten Universitäten in Nordpolen. Das Akademische Gymnasium war der Vorläufer des wissenschaftlichen und kulturellen Lebens (einschließlich des ersten Museums, das 1594 gegründet wurde) in der Region. Dank der Bemühungen von Heinrich Stroband, dem Bürgermeister der Stadt im Jahr 1594, erhielten die Akademiker in Toruń gute Arbeitsbedingungen für Lehre und Forschung. Unter seinen Professoren im siebzehnten und achtzehnten Jahrhundert waren verdienstvolle Gelehrte der polnischen und preußischen Geschichte, Autoren von Lehrbüchern und Abhandlungen aus verschiedenen geisteswissenschaftlichen Disziplinen und Mitarbeiter wissenschaftlicher Zeitschriften.
Die Gründung der Universität in moderner Form begann im neunzehnten Jahrhundert. Während der Teilungen Polens plante die preußische Regierung die Gründung einer Theologischen Universität, die auch juristische und ökonomische Fakultäten umfassen sollte, leider kam dieses Projekt nicht zustande.
In der Zwischenkriegszeit bemühte sich die Stadtverwaltung von Toruń erneut um die Gründung einer Universität. Bald nach dem Anschluss Pommerns an das wiedergeborene Polen im Jahr 1920 begann eine neue Phase der Bemühungen um die Entwicklung der Universität. Bereits vor 1920 hatte der Oberster Volksrat den Vorschlag erwogen, in den von Preußen annektierten polnischen Gebieten höhere Bildungseinrichtungen an der Universität Danzig und in Toruń zu errichten. Die politischen Entwicklungen und die ungewisse Zukunft Pommerns veranlassten die Führung des Rates jedoch, den Beschluss des Sejms vom Dezember 1918 zu akzeptieren, Toruń als Standort für eine neue Universität zu vernachlässigen und stattdessen den Aufbau einer Universität in Poznań voranzutreiben.
Im Jahr 1920 wurde die erste Erklärung zur Gründung einer Universität im November von der Nationalen Arbeiterpartei vorgelegt, deren Mitglieder den in Toruń geborenen Nikolaus Kopernikus zum Namenspatron der Universität wählten. Zu diesem Zweck wurde eine Reihe von Bildungsgesellschaften, wie das Baltische Institut (das später nach Gdynia und dann nach Gdańsk verlegt wurde) und andere in der Stadt gegründet.
Schließlich wurde 1938 beschlossen, die Nikolaus-Kopernikus-Universität in Toruń als Zweigstelle der Adam-Mickiewicz-Universität in Poznań zu gründen; die Arbeit sollte Anfang 1940 aufgenommen werden. Dieses Programm wurde jedoch durch den Zweiten Weltkrieg unterbrochen. Erst 1947 (zwei Jahre nach der Gründung der Nikolaus-Kopernikus-Universität) enthüllte Prof. Karol Górski, dass es vor Ausbruch des Zweiten Weltkriegs einen genehmigten Plan gab, 1940 eine Fernabteilung der Universität Poznań in Toruń zu eröffnen, um Geisteswissenschaften und Theologie zu unterrichten.

## Fakultäten

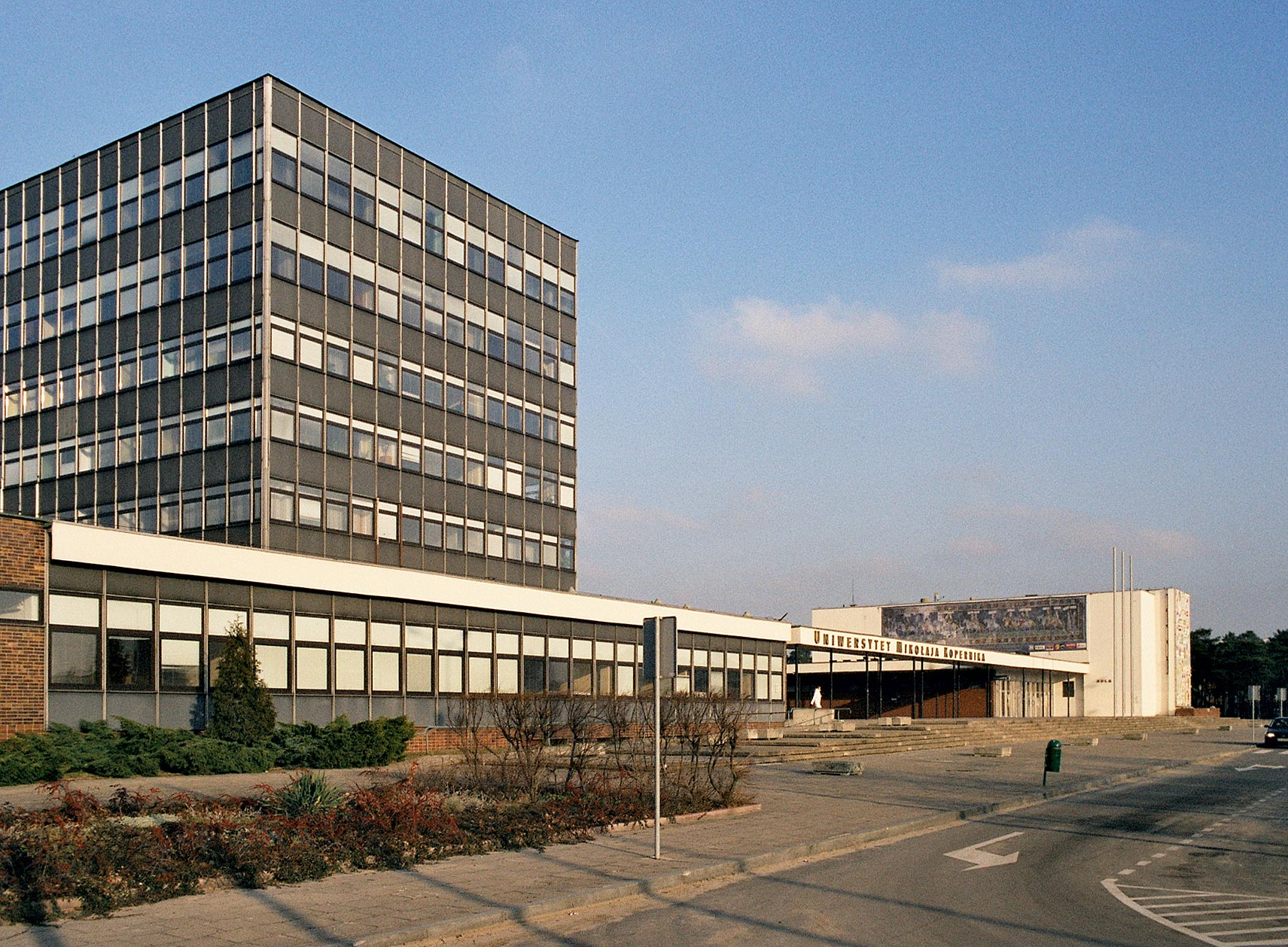
Rektorat der Universität Toruń

Derzeit gibt es an der UMK 14 Fakultäten:
- Fakultät für Biologie und Geowissenschaften (1951)
- Fakultät für Chemie (1993)
- Philologische Fakultät (1999)
- Humanistische Fakultät (1945)
- Fakultät für Physik und Astronomie (1993)
- Fakultät für Schöne Künste (1945)
- Fakultät für Mathematik und Informatik (1993)
- Wirtschaftswissenschaftliche und betriebswirtschaftliche Fakultät (1978)
- Fakultät für historische Wissenschaften (1993)
- Rechtswissenschaftliche Fakultät (1945)
- Fakultät für Theologie (2001)
- Fakultät für Gesundheitswissenschaften (2002)
- „Collegium Medicum“ Medizin Fakultät (1975) Bydgoszcz
- Pharmaceutische Fakultät (1987)

mit 33 Studiengängen (der neuste ist der Studiengang Europäische Studien ab 2004). Sie hat über 30.000 Studenten in verschiedenen Studiengängen. Es gibt 4315 Mitarbeiter, darunter 2211 wissenschaftliche Mitarbeiter, von denen 242 den Professorentitel führen.

## Studiengänge, die von den Einrichtungen angeboten werden
- Kürzere/mittlere Hochschulabschlüsse
- Erster Hauptabschluss auf Hochschulniveau
- Fortgeschrittenes Studium/Postgraduiertenstudium

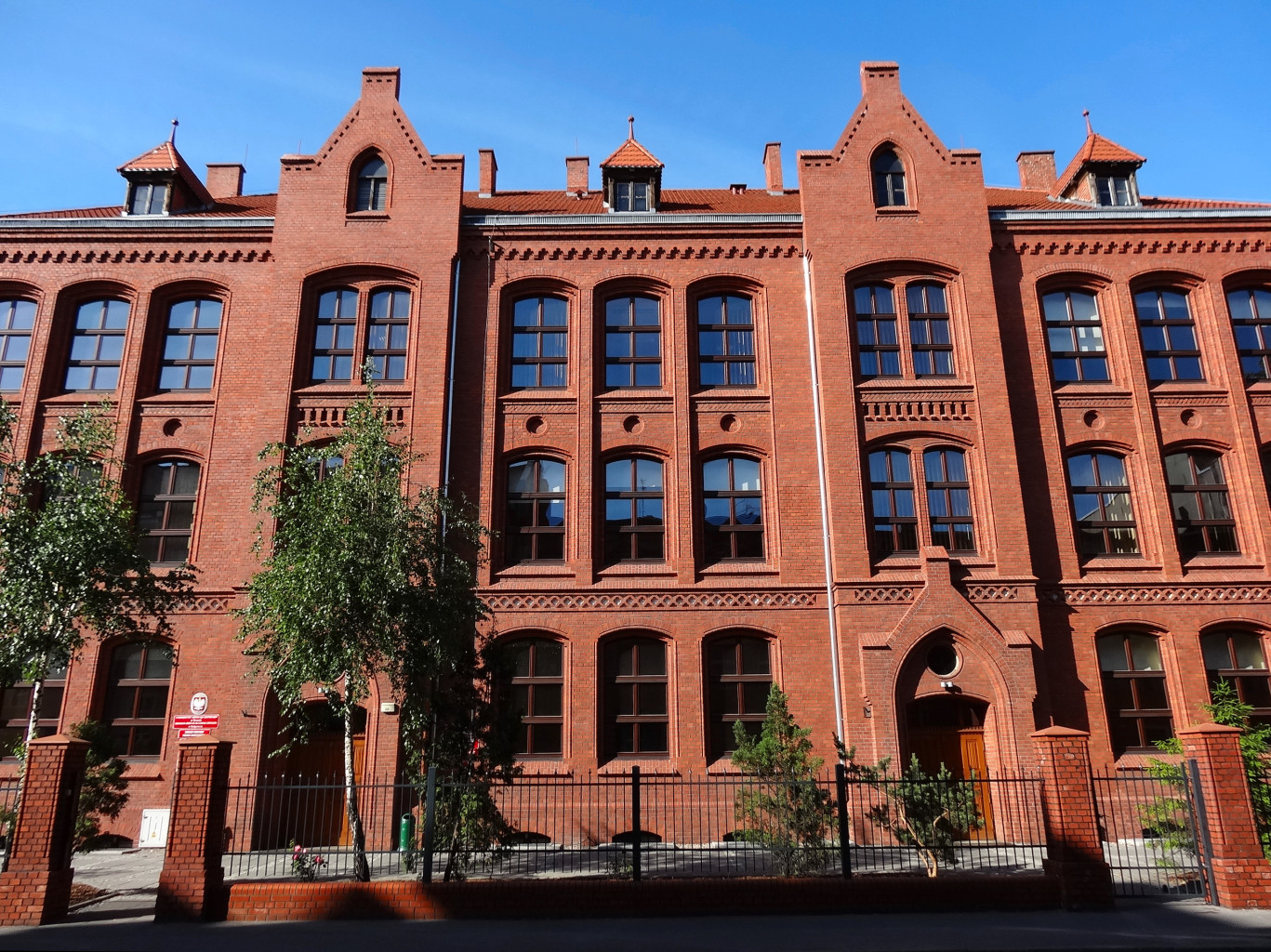
Ein Teil des Collegium Medicum der Universität, das im benachbarten Bydgoszcz angesiedelt ist

- Doktorat
- Hochschul-/Promotionsstudium

## Diplome und Abschlüsse
- Licentiate (3 Jahre Grundstudium. Äquivalent zum Bachelor of Science oder Bachelor of Arts)
- Ingenieur (3 oder 3,5 Jahre technischer Abschluss, entspricht dem Bachelor of Engineering)
- Magister (5 Jahre Abschluss, entspricht einem studiengangsbezogenen Master-Studiengang)
- Ph.D.-Abschluss
- Habilitierter Doktorgrad.

## Rankings
Im Jahr 2017 wurde die Universität von Times Higher Education weltweit im Bereich von 801-1000 eingestuft.

## Internationale Zusammenarbeit
- Universität Padua – Italien
- Universität Ferrara – Italien
- Universität La Sapienza – Italien
- Universität Oldenburg – Deutschland
- Universität Göttingen – Deutschland
- Universität Bamberg, – Deutschland
- Universität Rostock – Deutschland
- Universität Greifswald – Deutschland
- Universität der Bundeswehr München – Deutschland
- Universität Angers – Frankreich
- Nottingham Trent University – Vereinigtes Königreich
- Dominikanische Universität – USA
- Cranfield University – Vereinigtes Königreich

## Nennenswerte Absolventen
- Piotr Pawel Bojanczyk (* 1946), ehemaliger nationaler Meister im Eistanz
- Iwona Chmielewska (* 1960), Autorin und Illustratorin
- Zbigniew Herbert (1924–1998), Dichter
- Maciej Konacki (* 1972), Astronom
- Mariusz Lemańczyk (* 1958), Mathematiker
- Zbigniew Nowek (* 1959), ehemaliger Leiter des Polnischen Geheimdienstes
- Janina Ochojska (* 1955), Astronomin, Humanistin und Sozialaktivistin
- Andrzej Person (* 1951), Senator und bekannter Sportjournalist
- Marcin Romanowski (* 1976), Jurist und Politiker (PiS)
- Jan Rompsczi (1913–1969), Dichter und Ethnograf
- Janusz Leon Wiśniewski (* 1954), Wissenschaftler und Schriftsteller
- Aleksander Wolszczan (* 1946), Astronom
- Jacek Yerka (* 1952), Maler
- Tomasz Zaboklicki (* 1958), Vorstandsvorsitzender der PESA SA